# Edward Cassidy
Edward Idris Cassidy (Sídney, 5 de julio de 1924-Newscatle, 10 de abril de 2021) fue un cardenal católico australiano, presidente del Pontificio Consejo para la Promoción de la Unidad de los Cristianos (1989-2001).

## Biografía
Después de haber terminado sus estudios secundarios en Parramatta, Sídney, trabajó en el gobierno del estado de Nueva Gales del Sur, y durante unos tres meses trabajó en el Ministerio de Transporte y Control de Tráfico. En febrero de 1943 entró en el seminario de Santa Colomba en Springwood, y al año siguiente asistió a la Universidad de St. Patrick en Manly, donde terminó sus estudios. Fue ordenado sacerdote el 23 de julio de 1949 en la Catedral de Santa María. Entre 1950 y 1952 el Padre Edward sirve en la parroquia de Yenda de la diócesis de Wagga Wagga.
A partir de 1952 estudió Derecho canónico en la Pontificia Universidad Lateranense de Roma, obtuvo su doctorado en 1955 con altos honores por su estudio histórico y jurídico sobre el delegado apostólico de la Iglesia. En 1953 se formó en la Pontificia Academia Eclesiástica en la Piazza della Minerva. Recibió su diploma y entró al servicio diplomático de la Santa Sede. Su primer destino fue en el Internunciatura Apostólica en India (1955-1962), después pasó cinco años, de 1962 a 1967, en la Nunciatura Apostólica de Dublín, dos años en El Salvador (1967-1969), un año en la Argentina.
Fue elegido Arzobispo titular de Amanzia el 27 de octubre de 1970 y, al mismo tiempo fue nombrado Pro-Nuncio Apostólico en la República de China (Taiwán). Recibió la ordenación episcopal el 15 de noviembre de 1970. En 1972 fue nombrado el primer Pro-Nuncio Apostólico en Bangladés, un país que acababa de obtener la independencia, así como Delegado Apostólico en Birmania. El 25 de marzo de 1979 fue nombrado delegado apostólico en Sudáfrica y Pro-Nuncio Apostólico de Lesoto, puestos que ocupó hasta el 6 de noviembre de 1984, cuando fue enviado como Pro-Nuncio Apostólico a los Países Bajos.
El 23 de marzo de 1988 Cassidy fue nombrado arzobispo Sustituto de la Secretaría de Estado de Asuntos Generales, puesto que ocupó hasta el 12 de diciembre de 1989, cuando fue nombrado Presidente del Consejo Pontificio para la Promoción de la Unidad de los Cristianos.
Es Presidente emérito del Consejo Pontificio para la Promoción de la Unidad de los Cristianos desde el 3 de marzo de 2001.
Fue Presidente Delegado de la Asamblea Especial para Oceanía del Sínodo de los Obispos, noviembre-diciembre de 1998.
También fue miembro del Comité del Gran Jubileo del Año 2000.
Creado y proclamado Cardenal por Juan Pablo II en el consistorio del 28 de junio de 1991, con el título de S. Maria in Via Lata (Santa María en Via Lata), diaconía elevada pro hac vice a título presbiteral el 26 de febrero de 2002.

## Obras
- Avery Robert Dulles, Leon Klenicki, Edward Idris Cassidy (2001). The Holocaust, never to be forgotten. Paulist Press. ISBN 9780809139859.
- Edward Idris Cassidy (2005). Ecumenism and interreligious dialogue. Paulist Press. ISBN 9780809143382.
- Edward Idris Cassidy (2009). My Years in Vatican Service. Paulist Press. ISBN 9780809145935.